# Регресионен анализ
Регресионният анализ е направление в математическата статистика, в което се изучават и оценяват възможните функционални зависимости между две или повече случайни величини. Основни въпроси са дали съществува функционална зависимост между две зависими случайни величини и ако да – да се намери функция, която да я описва достатъчно точно. Класически пример е търсенето на зависимост между ръста и теглото на човек.
Аналитично един регресионен модел се задава така::{\displaystyle Y\approx f(\mathbf {X} ,{\boldsymbol {\epsilon }})}. {\displaystyle Y} се нарича резултативен признак, следствие, емпирична стойност, фактическа стойност, резултат или зависима променлива. {\displaystyle \mathbf {X} } е факторен признак, причина или независима променлива. Описаната връзка е корелационна, а не функционална, т.е. на едно {\displaystyle \mathbf {X} } могат да се съпоставят едно или повече {\displaystyle Y}.
Регресионният анализ не дава отговор на въпроса какви са причините. Той показва взаимните отношения между променливите, които в контекста на разглежданата задача могат да бъдат интерпретирани като причинно-следствени. Предназначен е за решаване на общи задачи – относно вида на зависимостта, определяне функцията на тази зависимост, количествено определяне параметрите на избраната функция. Променливите, чиито вариации искаме да обясним или предскажем, се наричат зависими – това е следствието. Целите на регресионния анализ са да определи как и в каква степен зависимата променлива варира или се променя като функция от изменения на независимата променлива, която е причината.
Корелационният анализ показва взаимозависимост, а регресионният – причинно-следствени връзки между повече от две променливи. Може да приемаме повече променливи като независими и да търсим тяхното влияние върху една зависима. Изследователят определя кои променливи ще бъдат зависими и кои независими. Коефициент на регресия обикновено се бележи се с β.
При интерпретация, когато β>0, повишаването на значението на едната променлива води до повишаване значението на другата. Важна е силата на тази връзка. Няма обратна възможност. Когато β<0, повишаването на стойността на независимата води до понижаване на стойността на зависимата. Тъй като могат да се използват няколко независими променливи, може да се използва като допълнителен коефициент ΔR2 – Adjusted R Square. Той показва процента на обяснената вариация. Показва какъв процент от случаите ще доведат до промени в зависимата. Може само една независима да доведе до промяна в зависимата. Тогава ΔR2 ще се отнася до нея. Ако са повече, той ще се отнася общо за тях.
Най-често използван регресионен модел е така нареченият стъпков регресионен модел, при който резултатите се извеждат на няколко стъпки. Не взимаме предвид резултатите от последната стъпка и интерпретираме резултатите от първата стъпка. На първа стъпка излиза една от независимите променливи, които оказват влияние върху зависимата и след това те се увеличават. Колкото е по-голяма стойността, толкова по-голяма е възможността промените в независимите променливи да водят до промени в зависимата.